# Torneo Apertura 2022 Serie B de México
El Torneo Apertura 2022 de la Serie B de México, parte de la Segunda División de México llamada oficialmente Liga Premier, fue el 48.º torneo de la competencia correspondiente a la LXXIII temporada de la categoría. Este torneo fue disputado por once equipos.

## Sistema de competición
El sistema de competición de este torneo se desarrolla en dos fases:
- Fase de calificación: que se integra por las 11 jornadas del torneo regular. Durante esta ronda se enfrentarán los integrantes en dos ocasiones.[1]
- Fase final: que se integrará por los partidos de ida y vuelta en rondas de semifinal y final.[1]

### Fase de calificación
En la Fase de calificación se observa el sistema de puntos. La ubicación en la tabla general está sujeta a lo siguiente:
- Por juego ganado se obtienen tres puntos (si el visitante gana por diferencia de 2 o más goles se lleva el punto extra).
- Por juego empatado se obtiene un punto (en caso de empate a 2 o más goles se juegan en penales el punto extra).
- Por juego perdido no se otorgan puntos.

El orden de los clubes al final de la Fase de Calificación del torneo corresponderá a la suma de los puntos obtenidos por cada uno de ellos y se presentará en forma descendente. Si al finalizar las 11 jornadas del torneo, dos o más clubes estuviesen empatados en puntos, su posición en la Tabla general será determinada atendiendo a los siguientes criterios de desempate:
1. Mejor diferencia entre los goles anotados y recibidos.
2. Mayor número de goles anotados.
3. Marcadores particulares entre los Clubes empatados.
4. Mayor número de goles anotados como visitante.
5. Mejor ubicado en la Tabla general de cocientes.
6. Tabla Fair Play.
7. Sorteo.

Para determinar los lugares que ocuparán los clubes que participen en la fase final del torneo se tomará como base la Tabla General.
Participarán automáticamente por el título de Campeón de la Liga Premier Serie B los cuatro primeros lugares de la tabla general del torneo.

### Fase final
Previo a la ronda de cuartos de final, habrá una fase de reclasificación en la que participarán los clubes ubicados entre las posiciones 2 y 7 de la tabla general. Jugarán el 2 vs. el 7, el 3 vs. el 6 y el 4 vs. el 5,. Las eliminatorias se jugarán a un partido, en el estadio del club mejor ubicado en la tabla general. Los 3 clubes ganadores se reubicarán en los lugares del 2 al 4, según su posición en la tabla, para jugar la etapa de semifinales. El mejor equipo de la etapa regular se clasificará directamente a las semifinales.
Los cuatro clubes calificados para cada liguilla del torneo serán reubicados de acuerdo con el lugar que ocupen en la Tabla General al término de la jornada 11, con el puesto del número uno al club mejor clasificado, y así hasta el #4. Los partidos a esta fase se desarrollarán a visita, en las siguientes etapas:
- Semifinales
- Final

Los clubes vencedores en los partidos de Semifinal serán aquellos que en los dos juegos anoten el mayor número de goles. De existir empate en el número de goles anotados, la posición se definirá a favor del club con mayor cantidad de goles a favor cuando actúe como visitante.
Si una vez aplicado el criterio anterior los clubes siguieran empatados, se observará la posición de los clubes en la tabla de cocientes.
Los partidos correspondientes a la Fase final se jugarán obligatoriamente los días miércoles y sábado, y jueves y domingo eligiendo, en su caso, exclusivamente en forma descendente, los dos clubes mejor clasificados en la Tabla de cocientes al término de la jornada 11, el día y horario de su partido como local. Los siguientes dos clubes podrán elegir únicamente el horario.
El club vencedor de la Final y por lo tanto campeón, será aquel que en los dos partidos anote el mayor número de goles. Si al término del tiempo reglamentario el partido está empatado, se agregarán dos tiempos extras de 15 minutos cada uno. De persistir el empate en estos periodos, se procederá a lanzar tiros penales hasta que resulte un vencedor.
En las Semifinales participarán los cuatro clubes mejor clasificados en la tabla general del torneo, los participantes serán ordenados de acuerdo con su posición en la Tabla general al término de la jornada 11 del torneo, enfrentándose:
2° vs 3°
Disputarán el título de Campeón de la temporada los dos clubes vencedores de la fase semifinal correspondiente, reubicándolos del uno al dos, de acuerdo a su mejor posición en la Tabla general al término de las 11 jornadas del torneo.

## Cambios
- El Aguacateros Club Deportivo Uruapan ganó su ascenso a la Serie A.[2]
- El Mazorqueros Fútbol Club fue tomado como base para la conformación del Club Atlético La Paz de la Liga de Expansión MX, por lo que el equipo dejó de competir en la Serie A.[3]  Sin embargo, la institución no desapareció ya que pasó a participar en la Serie B utilizando la segunda franquicia del club en la Liga Premier, la cual se consiguió tras ganar la Tercera División de México.[4]
- El Cañoneros Fútbol Club fue recolocado en la Serie B por decisión de su directiva.[5]
- El Club Deportivo Avispones de Chilpancingo ganó su ascenso desde la Tercera División.[6]
- Se integraron en la liga los equipos Club Atlético Angelópolis y T'hó Mayas Fútbol Club como franquicias de expansión.[5]
- Los clubes Pioneros de Cancún y Deportivo Zitácuaro volvieron a competir después de tener sus franquicias congeladas durante la temporada anterior.[5]
- Los equipos Club Deportivo Guerreros de Xico y Lobos Huerta Fútbol Club no pudieron participar en la Serie B por no hacer frente a las deudas económicas contraidas ante la Liga y la Federación Mexicana de Fútbol.[7] Posteriormente Lobos Huerta se afilió a la Liga de Balompié Mexicano bajo el nombre Lobos USSL.[8]

## Equipos participantes

### Ascensos y descensos
| Pos | a la Serie B |
| --- | ------------ |
| 19º | Cañoneros    |

| Pos | de la Tercera División |
| --- | ---------------------- |
| 1º  | Mazorqueros            |
| 3º  | C.D. Chilpancingo      |

| Pos | a la Tercera División |
| --- | --------------------- |
| X   | No hubo descenso      |

| Pos | a la Serie A    |
| --- | --------------- |
| 1º  | Aguacateros CDU |

### Equipos por Entidad Federativa
Se muestran las localizaciones en mapa de equipos de la Serie B de México 2022-23. La entidad federativa con más clubes es el Estado de México con dos equipos.
| Entidad Federativa | N.º | Equipos                     |
| ------------------ | --- | --------------------------- |
| Estado de México   | 2   | Ciervos y Huracanes Izcalli |
| Ciudad de México   | 1   | Cañoneros                   |
| Coahuila           | 1   | Calor                       |
| Guerrero           | 1   | Chilpancingo                |
| Jalisco            | 1   | Mazorqueros                 |
| Michoacán          | 1   | Zitácuaro                   |
| Oaxaca             | 1   | Alebrijes                   |
| Puebla             | 1   | Atlético Angelópolis        |
| Quintana Roo       | 1   | Pioneros de Cancún          |
| Yucatán            | 1   | T'hó Mayas                  |

### Información sobre los equipos participantes
Lista oficial de equipos participantes dada a conocer el 12 de julio de 2022.
| Equipo               | Entrenador          | Ciudad                               | Fundación      | Estadio                             | Capacidad | Filial              |
| -------------------- | ------------------- | ------------------------------------ | -------------- | ----------------------------------- | --------- | ------------------- |
| Alebrijes "B"        | Isaac Martínez      | Oaxaca, Oaxaca                       | 2013 (11 años) | Tecnológico de Oaxaca               | 14 598    | Alebrijes de Oaxaca |
| Atlético Angelópolis | Óscar Rojas         | Puebla, Puebla                       | 2020 (4 años)  | Unidad Deportiva Mario Vázquez Raña | 800       |                     |
| Calor                | Víctor Morales      | Monclova, Coahuila                   | 2001 (24 años) | Ciudad Deportiva Nora Leticia Rocha | 5 000     |                     |
| Cañoneros            | Carlos Valdez       | Ciudad de México                     | 2012 (13 años) | Momoxco                             | 3 500     |                     |
| C.D. Chilpancingo    | Arturo Juárez       | Chilpancingo, Guerrero               | 1988 (37 años) | General Vicente Guerrero            | 5 000     |                     |
| Ciervos F.C.         | Miguel Ángel Limón  | Chalco, Estado de México             | 2017 (7 años)  | Arreola                             | 3 217     |                     |
| Huracanes Izcalli    | Antonio Gutiérrez   | Cuautitlán Izcalli, Estado de México | 2021 (4 años)  | Hugo Sánchez Márquez                | 2 500     |                     |
| Mazorqueros          | Benny Ferreyra      | Ciudad Guzmán, Jalisco               | 2016 (9 años)  | Municipal Santa Rosa                | 4 000     | Atlético La Paz     |
| Pioneros de Cancún   | Enrique Vela        | Cancún, Quintana Roo                 | 1984 (41 años) | Olímpico Andrés Quintana Roo        | 17 289    | Cancún F. C.        |
| T'hó Mayas           | David Patiño        | Homún, Yucatán                       | 2022 (3 años)  | Hipólito Tzab                       | 600       |                     |
| Zitácuaro            | Mario Alberto Trejo | Heroica Zitácuaro, Michoacán         | 1995 (30 años) | Ignacio López Rayón                 | 10 000    |                     |

### Cambios de entrenadores
| Equipo | Entrenador (Jornadas) | Fecha de vacante         | Tipo de salida | Pos. | Entrenador entrante (Jornadas) | Fecha de nombramiento |
| ------ | --------------------- | ------------------------ | -------------- | ---- | ------------------------------ | --------------------- |
| Calor  | Pedro Muñoz (1 - 7)   | 29 de septiembre de 2022 | Despedido      | 6°   | Víctor Morales (8 - )          | 1 de octubre de 2022  |

## Torneo regular
- El Calendario completo según la página oficial.
- Horarios en tiempo local.

| Jornada 1          | Jornada 1 | Jornada 1            | Jornada 1              | Jornada 1    | Jornada 1    | Jornada 1    | Jornada 1    | Jornada 1    | Jornada 1    |
| Local              | Resultado | Visitante            | Estadio                | Fecha        | Hora         | Espectadores | Amonestado   | Expulsado    |              |
| ------------------ | --------- | -------------------- | ---------------------- | ------------ | ------------ | ------------ | ------------ | ------------ | ------------ |
| Pioneros de Cancún | 0 - 0     | C.D. Chilpancingo    | O. Andrés Quintana Roo | 27 de agosto | 16:00        | 200          | 7            | 0            |              |
| T'hó Mayas         | 2 - 0     | Atlético Angelópolis | Hipólito Tzab          | 27 de agosto | 16:00        | 300          | 3            | 0            |              |
| Mazorqueros        | 2 - 1     | Huracanes Izcalli    | Municipal Santa Rosa   | 27 de agosto | 16:30        | 2 000        | 3            | 1            |              |
| Alebrijes "B"      | 1 - 1     | Calor                | Tecnológico de Oaxaca  | 27 de agosto | 17:00        | 100          | 7            | 2            |              |
| Zitácuaro          | 1 - 0     | Cañoneros            | Ignacio López Rayón    | 28 de agosto | 12:00        | 300          | 7            | 2            |              |
| DESCANSO:          | DESCANSO: | DESCANSO:            | Ciervos F.C.           | Ciervos F.C. | Ciervos F.C. | Ciervos F.C. | Ciervos F.C. | Ciervos F.C. | Ciervos F.C. |

| Jornada 2            | Jornada 2 | Jornada 2          | Jornada 2                | Jornada 2       | Jornada 2  | Jornada 2    | Jornada 2  | Jornada 2 |
| Local                | Resultado | Visitante          | Estadio                  | Fecha           | Hora       | Espectadores | Amonestado | Expulsado |
| -------------------- | --------- | ------------------ | ------------------------ | --------------- | ---------- | ------------ | ---------- | --------- |
| Cañoneros            | 1 - 3     | Alebrijes "B"      | Momoxco                  | 3 de septiembre | 11:00      | 100          | 8          | 1         |
| C.D. Chilpancingo    | 3 - 2     | Zitácuaro          | General Vicente Guerrero | 3 de septiembre | 12:00      | 1 800        | 5          | 0         |
| Huracanes Izcalli    | 0 - 1     | Pioneros de Cancún | Jesús Martínez "Palillo" | 3 de septiembre | 12:00      | 50           | 3          | 0         |
| Atlético Angelópolis | 0 - 1     | Mazorqueros        | U.D. Mario Vázquez Raña  | Suspendido      | Suspendido | N/D          | N/D        | N/D       |
| Ciervos F.C.         | 0 - 1     | T'hó Mayas         | Arreola                  | Suspendido      | Suspendido | N/D          | N/D        | N/D       |
| DESCANSO:            | DESCANSO: | DESCANSO:          | Calor                    | Calor           | Calor      | Calor        | Calor      | Calor     |

| Jornada 3          | Jornada 3     | Jornada 3            | Jornada 3              | Jornada 3       | Jornada 3 | Jornada 3    | Jornada 3  | Jornada 3 |
| Local              | Resultado     | Visitante            | Estadio                | Fecha           | Hora      | Espectadores | Amonestado | Expulsado |
| ------------------ | ------------- | -------------------- | ---------------------- | --------------- | --------- | ------------ | ---------- | --------- |
| Alebrijes "B"      | (5) 2 - 2 (4) | C.D. Chilpancingo    | Tecnológico de Oaxaca  | 6 de septiembre | 17:00     | 50           | 4          | 0         |
| Ciervos F.C.       | 2 - 3         | Calor                | Arreola                | 7 de septiembre | 16:00     | 150          | 5          | 1         |
| Pioneros de Cancún | 2 - 0         | Atlético Angelópolis | O. Andrés Quintana Roo | 7 de septiembre | 16:00     | 70           | 3          | 0         |
| T'hó Mayas         | 0 - 1         | Mazorqueros          | Hipólito Tzab          | 7 de septiembre | 16:00     | 50           | 2          | 0         |
| Zitácuaro          | 0 - 1         | Huracanes Izcalli    | Ignacio López Rayón    | 7 de septiembre | 16:00     | 50           | 6          | 2         |
| DESCANSO:          | DESCANSO:     | DESCANSO:            | Cañoneros              | Cañoneros       | Cañoneros | Cañoneros    | Cañoneros  | Cañoneros |

| Jornada 4            | Jornada 4     | Jornada 4          | Jornada 4               | Jornada 4         | Jornada 4         | Jornada 4         | Jornada 4         | Jornada 4         |
| Local                | Resultado     | Visitante          | Estadio                 | Fecha             | Hora              | Espectadores      | Amonestado        | Expulsado         |
| -------------------- | ------------- | ------------------ | ----------------------- | ----------------- | ----------------- | ----------------- | ----------------- | ----------------- |
| Cañoneros            | 3 - 0         | Ciervos F.C.       | Momoxco                 | 10 de septiembre  | 11:00             | 100               | 4                 | 1                 |
| Mazorqueros          | 1 - 0         | Pioneros de Cancún | Municipal Santa Rosa    | 10 de septiembre  | 16:30             | 200               | 2                 | 0                 |
| Calor                | (4) 2 - 2 (5) | T'hó Mayas         | C.D. Nora Leticia Rocha | 10 de septiembre  | 20:00             | 250               | 3                 | 0                 |
| Huracanes Izcalli    | 1 - 3         | Alebrijes "B"      | Arreola                 | 11 de septiembre  | 16:00             | 100               | 3                 | 0                 |
| Atlético Angelópolis | 0 - 1         | Zitácuaro          | U.D. Mario Vázquez Raña | Suspendido        | Suspendido        | N/D               | N/D               | N/D               |
| DESCANSO:            | DESCANSO:     | DESCANSO:          | C.D. Chilpancingo       | C.D. Chilpancingo | C.D. Chilpancingo | C.D. Chilpancingo | C.D. Chilpancingo | C.D. Chilpancingo |

| Jornada 5     | Jornada 5 | Jornada 5            | Jornada 5               | Jornada 5         | Jornada 5         | Jornada 5         | Jornada 5         | Jornada 5         |
| Local         | Resultado | Visitante            | Estadio                 | Fecha             | Hora              | Espectadores      | Amonestado        | Expulsado         |
| ------------- | --------- | -------------------- | ----------------------- | ----------------- | ----------------- | ----------------- | ----------------- | ----------------- |
| Calor         | 2 - 0     | Cañoneros            | C.D. Nora Leticia Rocha | 16 de septiembre  | 20:00             | 200               | 9                 | 1                 |
| Ciervos F.C.  | 1 - 3     | C.D. Chilpancingo    | Arreola                 | 17 de septiembre  | 16:00             | 100               | 6                 | 1                 |
| T'hó Mayas    | 1 - 2     | Pioneros de Cancún   | Hipólito Tzab           | 17 de septiembre  | 16:00             | 200               | 4                 | 0                 |
| Alebrijes "B" | 2 - 1     | Atlético Angelópolis | Tecnológico de Oaxaca   | 17 de septiembre  | 17:00             | 50                | 4                 | 2                 |
| Zitácuaro     | 2 - 1     | Mazorqueros          | Ignacio López Rayón     | 18 de septiembre  | 12:00             | 100               | 2                 | 1                 |
| DESCANSO:     | DESCANSO: | DESCANSO:            | Huracanes Izcalli       | Huracanes Izcalli | Huracanes Izcalli | Huracanes Izcalli | Huracanes Izcalli | Huracanes Izcalli |

| Jornada 6          | Jornada 6 | Jornada 6     | Jornada 6                 | Jornada 6            | Jornada 6            | Jornada 6            | Jornada 6            | Jornada 6            |
| Local              | Resultado | Visitante     | Estadio                   | Fecha                | Hora                 | Espectadores         | Amonestado           | Expulsado            |
| ------------------ | --------- | ------------- | ------------------------- | -------------------- | -------------------- | -------------------- | -------------------- | -------------------- |
| Mazorqueros        | 1 - 2     | Alebrijes "B" | Centro Deportivo Zapotlán | 23 de septiembre     | 16:30                | 100                  | 4                    | 0                    |
| Pioneros de Cancún | 1 - 0     | Zitácuaro     | Cancún 86                 | 24 de septiembre     | 10:00                | 100                  | 3                    | 0                    |
| Cañoneros          | 3 - 2     | T'hó Mayas    | Momoxco                   | 24 de septiembre     | 11:00                | 60                   | 6                    | 0                    |
| C.D. Chilpancingo  | 0 - 0     | Calor         | General Vicente Guerrero  | 24 de septiembre     | 12:00                | 800                  | 5                    | 2                    |
| Huracanes Izcalli  | 1 - 0     | Ciervos F.C.  | Arreola                   | 24 de septiembre     | 16:00                | 100                  | 5                    | 0                    |
| DESCANSO:          | DESCANSO: | DESCANSO:     | Atlético Angelópolis      | Atlético Angelópolis | Atlético Angelópolis | Atlético Angelópolis | Atlético Angelópolis | Atlético Angelópolis |

| Jornada 7     | Jornada 7 | Jornada 7            | Jornada 7               | Jornada 7        | Jornada 7   | Jornada 7    | Jornada 7   | Jornada 7   |
| Local         | Resultado | Visitante            | Estadio                 | Fecha            | Hora        | Espectadores | Amonestado  | Expulsado   |
| ------------- | --------- | -------------------- | ----------------------- | ---------------- | ----------- | ------------ | ----------- | ----------- |
| Alebrijes "B" | 3 - 0     | Pioneros de Cancún   | Tecnológico de Oaxaca   | 27 de septiembre | 10:00       | 50           | 4           | 0           |
| Cañoneros     | 0 - 1     | C.D. Chilpancingo    | Momoxco                 | 28 de septiembre | 12:00       | 50           | 6           | 0           |
| Ciervos F.C.  | 6 - 3     | Atlético Angelópolis | Arreola                 | 28 de septiembre | 16:00       | 150          | 9           | 0           |
| T'hó Mayas    | 3 - 1     | Zitácuaro            | Hipólito Tzab           | 28 de septiembre | 16:00       | 100          | 2           | 0           |
| Calor         | 0 - 0     | Huracanes Izcalli    | C.D. Nora Leticia Rocha | 28 de septiembre | 20:00       | 200          | 2           | 1           |
| DESCANSO:     | DESCANSO: | DESCANSO:            | Mazorqueros             | Mazorqueros      | Mazorqueros | Mazorqueros  | Mazorqueros | Mazorqueros |

| Jornada 8            | Jornada 8     | Jornada 8     | Jornada 8                 | Jornada 8          | Jornada 8          | Jornada 8          | Jornada 8          | Jornada 8          |
| Local                | Resultado     | Visitante     | Estadio                   | Fecha              | Hora               | Espectadores       | Amonestado         | Expulsado          |
| -------------------- | ------------- | ------------- | ------------------------- | ------------------ | ------------------ | ------------------ | ------------------ | ------------------ |
| C.D. Chilpancingo    | 1 - 1         | T'hó Mayas    | General Vicente Guerrero  | 1 de octubre       | 12:00              | 800                | 5                  | 0                  |
| Atlético Angelópolis | 2 - 3         | Calor         | U.D. Mario Vázquez Raña   | 1 de octubre       | 16:00              | 40                 | 2                  | 0                  |
| Huracanes Izcalli    | (5) 2 - 2 (6) | Cañoneros     | Arreola                   | 1 de octubre       | 16:00              | 80                 | 7                  | 0                  |
| Zitácuaro            | 2 - 1         | Alebrijes "B" | Ignacio López Rayón       | 2 de octubre       | 12:00              | 300                | 3                  | 1                  |
| Mazorqueros          | 4 - 0         | Ciervos F.C.  | Centro Deportivo Zapotlán | 2 de octubre       | 16:30              | 200                | 1                  | 1                  |
| DESCANSO:            | DESCANSO:     | DESCANSO:     | Pioneros de Cancún        | Pioneros de Cancún | Pioneros de Cancún | Pioneros de Cancún | Pioneros de Cancún | Pioneros de Cancún |

| Jornada 9         | Jornada 9 | Jornada 9            | Jornada 9                | Jornada 9     | Jornada 9 | Jornada 9    | Jornada 9  | Jornada 9 |
| Local             | Resultado | Visitante            | Estadio                  | Fecha         | Hora      | Espectadores | Amonestado | Expulsado |
| ----------------- | --------- | -------------------- | ------------------------ | ------------- | --------- | ------------ | ---------- | --------- |
| Cañoneros         | 3 - 0     | Atlético Angelópolis | Momoxco                  | 8 de octubre  | 11:00     | 50           | 3          | 1         |
| C.D. Chilpancingo | 2 - 1     | Huracanes Izcalli    | General Vicente Guerrero | 8 de octubre  | 12:00     | 522          | 4          | 0         |
| Ciervos F.C.      | 1 - 6     | Pioneros de Cancún   | Arreola                  | 8 de octubre  | 16:00     | 50           | 5          | 0         |
| T'hó Mayas        | 0 - 1     | Alebrijes "B"        | Hipólito Tzab            | 8 de octubre  | 16:00     | 150          | 1          | 0         |
| Calor             | 0 - 0     | Mazorqueros          | C.D. Nora Leticia Rocha  | 10 de octubre | 16:30     | 200          | 3          | 3         |
| DESCANSO:         | DESCANSO: | DESCANSO:            | Zitácuaro                | Zitácuaro     | Zitácuaro | Zitácuaro    | Zitácuaro  | Zitácuaro |

| Jornada 10           | Jornada 10 | Jornada 10        | Jornada 10                | Jornada 10    | Jornada 10    | Jornada 10    | Jornada 10    | Jornada 10    |
| Local                | Resultado  | Visitante         | Estadio                   | Fecha         | Hora          | Espectadores  | Amonestado    | Expulsado     |
| -------------------- | ---------- | ----------------- | ------------------------- | ------------- | ------------- | ------------- | ------------- | ------------- |
| Mazorqueros          | 3 - 2      | Cañoneros         | Centro Deportivo Zapotlán | 14 de octubre | 11:00         | 100           | 6             | 0             |
| Atlético Angelópolis | 1 - 1      | C.D. Chilpancingo | U.D. Mario Vázquez Raña   | 14 de octubre | 12:00         | 50            | 2             | 0             |
| T'hó Mayas           | 3 - 1      | Huracanes Izcalli | Hipólito Tzab             | 15 de octubre | 16:00         | 300           | 7             | 1             |
| Pioneros de Cancún   | 1 - 2      | Calor             | O. Andrés Quintana Roo    | 15 de octubre | 16:00         | 350           | 1             | 0             |
| Zitácuaro            | 2 - 0      | Ciervos F.C.      | Ignacio López Rayón       | 16 de octubre | 12:00         | 200           | 5             | 1             |
| DESCANSO:            | DESCANSO:  | DESCANSO:         | Alebrijes "B"             | Alebrijes "B" | Alebrijes "B" | Alebrijes "B" | Alebrijes "B" | Alebrijes "B" |

| Jornada 11        | Jornada 11    | Jornada 11           | Jornada 11               | Jornada 11    | Jornada 11 | Jornada 11   | Jornada 11 | Jornada 11 |
| Local             | Resultado     | Visitante            | Estadio                  | Fecha         | Hora       | Espectadores | Amonestado | Expulsado  |
| ----------------- | ------------- | -------------------- | ------------------------ | ------------- | ---------- | ------------ | ---------- | ---------- |
| Calor             | 0 - 0         | Zitácuaro            | C.D. Nora Leticia Rocha  | 21 de octubre | 20:00      | 100          | 2          | 0          |
| Cañoneros         | (5) 2 - 2 (4) | Pioneros de Cancún   | Momoxco                  | 22 de octubre | 11:00      | 100          | 2          | 0          |
| C.D. Chilpancingo | 0 - 2         | Mazorqueros          | General Vicente Guerrero | 22 de octubre | 12:00      | 1 100        | 1          | 0          |
| Huracanes Izcalli | 4 - 2         | Atlético Angelópolis | Hugo Sánchez Márquez     | 22 de octubre | 16:00      | 100          | 2          | 0          |
| Ciervos F.C.      | 2 - 1         | Alebrijes "B"        | Arreola                  | 22 de octubre | 16:00      | 100          | 4          | 1          |
| DESCANSO:         | DESCANSO:     | DESCANSO:            | T'hó Mayas               | T'hó Mayas    | T'hó Mayas | T'hó Mayas   | T'hó Mayas | T'hó Mayas |

## Tabla General de Clasificación
| Pos. | Equipo               | Pts. | PJ | G | E | P | GF | GC | Dif. | Clasificación                                |
| ---- | -------------------- | ---- | -- | - | - | - | -- | -- | ---- | -------------------------------------------- |
| 1    | Mazorqueros F.C.     | 23   | 10 | 7 | 1 | 2 | 16 | 7  | +9   | Semifinales de la liguilla y Copa Conecta    |
| 2    | Alebrijes "B"        | 23   | 10 | 6 | 2 | 2 | 19 | 11 | +8   | Reclasificación a la liguilla y Copa Conecta |
| 3    | Pioneros de Cancún   | 18   | 10 | 5 | 2 | 3 | 15 | 10 | +5   | Reclasificación a la liguilla y Copa Conecta |
| 4    | Calor (C)            | 18   | 10 | 4 | 6 | 0 | 13 | 8  | +5   | Reclasificación a la liguilla y Copa Conecta |
| 5    | C.D. Chilpancingo    | 18   | 10 | 4 | 5 | 1 | 13 | 10 | +3   | Reclasificación a la liguilla y Copa Conecta |
| 6    | C.D.F. Zitácuaro     | 16   | 10 | 5 | 1 | 4 | 11 | 10 | +1   | Reclasificación a la liguilla y Copa Conecta |
| 7    | T'hó Mayas F.C.      | 15   | 10 | 4 | 2 | 4 | 15 | 12 | +3   | Reclasificación a la liguilla y Copa Conecta |
| 8    | Cañoneros F.C.       | 13   | 10 | 3 | 2 | 5 | 16 | 16 | 0    |                                              |
| 9    | Huracanes Izcalli    | 11   | 10 | 3 | 2 | 5 | 12 | 16 | −4   |                                              |
| 10   | Ciervos F.C.         | 6    | 10 | 2 | 0 | 8 | 12 | 27 | −15  |                                              |
| 11   | Atlético Angelópolis | 1    | 10 | 0 | 1 | 9 | 9  | 25 | −16  |                                              |

Actualizado a los partidos jugados el 22 de octubre de 2022.
 Fuente: Liga Premier FMF
Criterios de clasificación: Puntos · Diferencia de goles · Goles a favor · Cociente

#### Evolución de la clasificación
Fecha de actualización: 22 de octubre de 2022 
| Equipo / Jornada  | 01 | 02  | 03 | 04  | 05  | 06 | 07 | 08 | 09 | 10 | 11 |
| ----------------- | -- | --- | -- | --- | --- | -- | -- | -- | -- | -- | -- |
| Mazorqueros       | 2  | 5*  | 1  | 1   | 2   | 3  | 4  | 2  | 4  | 2  | 1  |
| Alebrijes         | 4  | 1   | 3  | 2   | 1   | 1  | 1  | 1  | 1  | 1  | 2  |
| Pioneros          | 6  | 3   | 2  | 4   | 3   | 2  | 3  | 5  | 2  | 4  | 3  |
| Calor             | 5  | 7   | 6  | 5   | 5   | 5  | 6  | 4  | 5  | 5  | 4  |
| Chilpancingo      | 7  | 2   | 5  | 6   | 4   | 4  | 2  | 3  | 3  | 3  | 5  |
| Zitácuaro         | 3  | 6   | 7  | 8*  | 7*  | 6  | 7  | 7  | 7  | 7  | 6  |
| T'hó Mayas        | 1  | 4*  | 4  | 3   | 6   | 7  | 5  | 6  | 6  | 6  | 7  |
| Cañoneros         | 10 | 11  | 10 | 7   | 8   | 8  | 9  | 8  | 8  | 8  | 8  |
| Huracanes Izcalli | 9  | 9   | 8  | 9   | 9   | 9  | 8  | 9  | 9  | 9  | 9  |
| Ciervos           | 8  | 8*  | 9  | 10  | 11  | 11 | 10 | 10 | 10 | 10 | 10 |
| Angelópolis       | 11 | 10* | 11 | 11* | 10* | 10 | 11 | 11 | 11 | 11 | 11 |

- #: Indica la posición del equipo en su jornada de descanso.
- * Indica la posición del equipo con un partido pendiente.

## Liguilla
|  | Reclasificación    | Reclasificación    | Reclasificación    |                    |   | Semifinales                                  | Semifinales                                  | Semifinales                                  | Semifinales                                  | Semifinales                                  |  |   | Final                                         | Final                                         | Final                                         | Final                                         | Final                                         |  |
|  | 28 y 29 de octubre | 28 y 29 de octubre | 28 y 29 de octubre |                    |   | 2 de noviembre (ida) 5 de noviembre (vuelta) | 2 de noviembre (ida) 5 de noviembre (vuelta) | 2 de noviembre (ida) 5 de noviembre (vuelta) | 2 de noviembre (ida) 5 de noviembre (vuelta) | 2 de noviembre (ida) 5 de noviembre (vuelta) |  |   | 9 de noviembre (ida) 12 de noviembre (vuelta) | 9 de noviembre (ida) 12 de noviembre (vuelta) | 9 de noviembre (ida) 12 de noviembre (vuelta) | 9 de noviembre (ida) 12 de noviembre (vuelta) | 9 de noviembre (ida) 12 de noviembre (vuelta) |  |
|  |                    |                    |                    |                    |   |                                              |                                              |                                              |                                              |                                              |  |   |                                               |                                               |                                               |                                               |                                               |  |
|  |                    |                    |                    |                    |   |                                              |                                              |                                              |                                              |                                              |  |   |                                               |                                               |                                               |                                               |                                               |  |
|  |                    |                    |                    |                    |   |                                              |                                              |                                              |                                              |                                              |  |   |                                               |                                               |                                               |                                               |                                               |  |
|  |                    |                    |                    |                    |   |                                              |                                              |                                              |                                              |                                              |  |   |                                               |                                               |                                               |                                               |                                               |  |
|  |                    |                    |                    |                    |   |                                              |                                              |                                              |                                              |                                              |  |   |                                               |                                               |                                               |                                               |                                               |  |
|  |                    | 2                  | Alebrijes "B"      | 2                  | 1 | 3                                            |                                              |                                              |                                              |                                              |  |   |                                               |                                               |                                               |                                               |                                               |  |
|  |                    |                    |                    | 2                  | 1 | 3                                            |                                              |                                              |                                              |                                              |  |   |                                               |                                               |                                               |                                               |                                               |  |
|  |                    |                    | 3                  | Pioneros de Cancún | 1 | 0                                            | 1                                            |                                              |                                              |                                              |  |   |                                               |                                               |                                               |                                               |                                               |  |
|  | 2                  | Alebrijes "B"      | 3                  | Pioneros de Cancún | 1 | 0                                            | 1                                            | 1                                            |                                              |                                              |  |   |                                               |                                               |                                               |                                               |                                               |  |
|  | 2                  | Alebrijes "B"      |                    |                    |   |                                              |                                              |                                              |                                              |                                              |  |   |                                               |                                               |                                               |                                               |                                               |  |
|  | 7                  | T'hó Mayas F.C.    | 0                  |                    |   |                                              |                                              |                                              |                                              |                                              |  |   |                                               |                                               |                                               |                                               |                                               |  |
|  | 7                  | T'hó Mayas F.C.    | 0                  |                    |   |                                              |                                              |                                              |                                              |                                              |  | 2 | Alebrijes "B"                                 | 2                                             | 0                                             | 2                                             |                                               |  |
|  |                    |                    |                    |                    |   |                                              |                                              |                                              |                                              |                                              |  | 2 | Alebrijes "B"                                 | 2                                             | 0                                             | 2                                             |                                               |  |
|  |                    |                    | 4                  | Calor              | 1 | 2                                            | 3                                            |                                              |                                              |                                              |  |   |                                               |                                               |                                               |                                               |                                               |  |
|  | 3                  | Pioneros de Cancún | 4                  | Calor              | 1 | 2                                            | 3                                            | 3                                            |                                              |                                              |  |   |                                               |                                               |                                               |                                               |                                               |  |
|  | 3                  | Pioneros de Cancún |                    |                    |   |                                              |                                              |                                              |                                              |                                              |  |   |                                               |                                               |                                               |                                               |                                               |  |
|  | 6                  | C.D.F. Zitácuaro   | 0                  |                    |   |                                              |                                              |                                              |                                              |                                              |  |   |                                               |                                               |                                               |                                               |                                               |  |
|  | 6                  | C.D.F. Zitácuaro   | 0                  |                    | 1 | Mazorqueros F.C.                             | 0                                            | 0                                            | 0                                            |                                              |  |   |                                               |                                               |                                               |                                               |                                               |  |
|  |                    |                    |                    |                    | 1 | Mazorqueros F.C.                             | 0                                            | 0                                            | 0                                            |                                              |  |   |                                               |                                               |                                               |                                               |                                               |  |
|  |                    |                    | 4                  | Calor              | 1 | 2                                            | 3                                            |                                              |                                              |                                              |  |   |                                               |                                               |                                               |                                               |                                               |  |
|  | 4                  | Calor (p.)         | 4                  | Calor              | 1 | 2                                            | 3                                            | 1 (3)                                        |                                              |                                              |  |   |                                               |                                               |                                               |                                               |                                               |  |
|  | 4                  | Calor (p.)         |                    |                    |   |                                              |                                              |                                              |                                              |                                              |  |   |                                               |                                               |                                               |                                               |                                               |  |
|  | 5                  | C.D. Chilpancingo  | 1 (0)              |                    |   |                                              |                                              |                                              |                                              |                                              |  |   |                                               |                                               |                                               |                                               |                                               |  |
|  | 5                  | C.D. Chilpancingo  | 1 (0)              |                    |   |                                              |                                              |                                              |                                              |                                              |  |   |                                               |                                               |                                               |                                               |                                               |  |
|  |                    |                    |                    |                    |   |                                              |                                              |                                              |                                              |                                              |  |   |                                               |                                               |                                               |                                               |                                               |  |

### Reclasificación
| 28 de octubre de 2022 | Alebrijes "B" | 1:0 (1:0) | T'hó Mayas F.C. | Estadio Tecnológico de Oaxaca, Oaxaca, Oaxaca                |                                                              |
| 18:45 (UTC -5)        | E. Toledo 12' | Reporte   |                 | Asistencia: 800 espectadores Árbitro(s): Héctor Morales Leal | Asistencia: 800 espectadores Árbitro(s): Héctor Morales Leal |

| 28 de octubre de 2022 | Calor                                          | 1:1 (0:1) (3:0 p.)         | C.D. Chilpancingo               | Ciudad Deportiva Nora Leticia Rocha, Monclova, Coahuila              |                                                                      |
| 20:00 (UTC -5)        | A. Ramírez 51'                                 | Reporte                    | 45' A. Arias                    | Asistencia: 200 espectadores Árbitro(s): Oscar Javier Ramírez Flores | Asistencia: 200 espectadores Árbitro(s): Oscar Javier Ramírez Flores |
|                       |                                                | Tiros desde el punto penal |                                 |                                                                      |                                                                      |
|                       | E. Díaz · J. Martínez · J. Robinson · J. Arana |                            | R. Chávez · A. Mata · L. Toledo |                                                                      |                                                                      |

| 29 de octubre de 2022 | Pioneros de Cancún                             | 3:0 (1:0) | C.D.F. Zitácuaro | Estadio Olímpico Andrés Quintana Roo, Cancún, Quintana Roo          |                                                                     |
| 17:00 (UTC -5)        | A. López 15' · E. Martínez 57' · D. Carpio 66' | Reporte   |                  | Asistencia: 250 espectadores Árbitro(s): Brian Jair Jiménez Morales | Asistencia: 250 espectadores Árbitro(s): Brian Jair Jiménez Morales |

### Semifinales
| 2 de noviembre de 2022 | Calor           | 1:0 (0:0) | Mazorqueros F.C. | Ciudad Deportiva Nora Leticia Rocha, Monclova, Coahuila      |                                                              |
| 19:00 (UTC -6)         | J. Robinson 42' | Reporte   |                  | Asistencia: 400 espectadores Árbitro(s): Héctor Morales Leal | Asistencia: 400 espectadores Árbitro(s): Héctor Morales Leal |

| 5 de noviembre de 2022              | Mazorqueros F.C. | 0:2 (0:1) (Global 0:3) | Calor                        | Estadio Municipal Santa Rosa, Ciudad Guzmán, Jalisco              |                                                                   |
| 16:00 (UTC -6)                      |                  | Reporte                | 6' E. Díaz · 93' J. Robinson | Asistencia: 800 espectadores Árbitro(s): Oscar Yair Toledo Pineda | Asistencia: 800 espectadores Árbitro(s): Oscar Yair Toledo Pineda |
| Calor avanzó a la Final. Global 0:3 |                  |                        |                              |                                                                   |                                                                   |

| 2 de noviembre de 2022 | Pioneros de Cancún | 1:2 (0:1) | Alebrijes "B"                | Estadio Olímpico Andrés Quintana Roo, Cancún, Quintana Roo    |                                                               |
| 19:00 (UTC -6)         | P. Rivas 91'       | Reporte   | 5' N. Corona · 73' E. Toledo | Asistencia: 300 espectadores Árbitro(s): Alfredo Huerta López | Asistencia: 300 espectadores Árbitro(s): Alfredo Huerta López |

| 5 de noviembre de 2022                                | Alebrijes "B" | 1:0 (0:0) (Global 3:1) | Pioneros de Cancún | Estadio Tecnológico de Oaxaca, Oaxaca, Oaxaca                          |                                                                        |
| 18:00 (UTC -6)                                        | K. Loera 58'  | Reporte                |                    | Asistencia: 960 espectadores Árbitro(s): Diego Gilberto Gurrea Mendoza | Asistencia: 960 espectadores Árbitro(s): Diego Gilberto Gurrea Mendoza |
| Alebrijes de Oaxaca “B” avanza a la final. Global 3:1 |               |                        |                    |                                                                        |                                                                        |

### Final
| 9 de noviembre de 2022 | Calor           | 1:2 (0:1) | Alebrijes "B"                 | Ciudad Deportiva Nora Leticia Rocha, Monclova, Coahuila          |                                                                  |
| 19:00 (UTC -6)         | J. Robinson 86' | Reporte   | 11' E. Toledo · 74' B. García | Asistencia: 1 000 espectadores Árbitro(s): Adrián Chafino García | Asistencia: 1 000 espectadores Árbitro(s): Adrián Chafino García |

| 12 de noviembre de 2022 | Alebrijes "B" | 0:2 (0:2) | Calor                           | Estadio Tecnológico de Oaxaca, Oaxaca, Oaxaca                            |                                                                          |
| 18:00 (UTC -6)          |               |           | 20' D. Cortez · 25' J. Robinson | Asistencia: 2 769 espectadores Árbitro(s): Diego Gilberto Gurrea Mendoza | Asistencia: 2 769 espectadores Árbitro(s): Diego Gilberto Gurrea Mendoza |

##### Final - Ida
| 1     | POR   | Héctor Ordáz     |     |
| 2     | DEF   | Axel Díaz        |     |
| 4     | DEF   | Josué Arana      |     |
| 17    | DEF   | Carlos De Luna   |     |
| 23    | DEF   | Jesús García     |     |
| 6     | MED   | Manuel Muñoz     | 83' |
| 8     | MED   | Eduardo Díaz     |     |
| 13    | MED   | Brandon Martínez | 45' |
| 18    | MED   | Ángel Ramírez    | 45' |
| 11    | DEL   | David Cortez     | 83' |
| 20    | DEL   | Joel Robinson    |     |
| D. T. | D. T. | Víctor Morales   |     |

| 160   | POR   | Alexis Palacios   |     |
| 81    | DEF   | Adrián Vazquez    |     |
| 86    | DEF   | Diego Choreño     |     |
| 106   | DEF   | Ghandi Manzanares |     |
| 107   | DEF   | Alfonso Pérez     |     |
| 127   | DEF   | Julián Zaragoza   | 70' |
| 82    | MED   | Néstor Corona     | 89' |
| 98    | MED   | Jorge Adan        |     |
| 110   | MED   | Francisco Hurtado |     |
| 90    | DEL   | Elíseo Toledo     | 89' |
| 99    | DEL   | Kevin Loera       | 89' |
| D. T. | D. T. | Isaac Martínez    |     |

| 5  | Centrocampista | Jair Martínez  | 45' |
| 3  | Defensa        | Mario Zavala   | 45' |
| 16 | Centrocampista | Melvin Aguilar | 83' |
| 10 | Delantero      | Edgar Ríos     | 83' |

| 96  | Delantero      | Bryan García  | 70' |
| 176 | Centrocampista | Ángel Palagot | 89' |
| 89  | Centrocampista | Isaí Gil      | 89' |
| 84  | Defensa        | Rubén Chagoya | 89' |

| 86' | Joel Robinson | 1:2 |

| 11' · 74' | Eliseo Toledo Bryan García | 0:1 0:2 |

| 57' | Josué Arana |

| 4' | Alfonso Pérez |

| Principal  | Adrián Chafino García                      |
| Asistentes | Alejandro de Jesús Martín del Campo Cortés |
|            | Cristian Isidro Echartea De La Rosa        |
| Cuarto     | Juan Francisco Sánchez Leal                |

|                    |   |   |
| Tiros              | - | - |
| Tiros a puerta     | - | - |
| Faltas             | - | - |
| Saques de esquina  | - | - |
| Penaltis           | - | - |
| Fueras de juego    | - | - |
| Posesión del balón | - | - |

| Alineación inicial |

| 1     | POR   | Héctor Ordáz     |     |
| 2     | DEF   | Axel Díaz        |     |
| 4     | DEF   | Josué Arana      |     |
| 17    | DEF   | Carlos De Luna   |     |
| 23    | DEF   | Jesús García     |     |
| 6     | MED   | Manuel Muñoz     | 83' |
| 8     | MED   | Eduardo Díaz     |     |
| 13    | MED   | Brandon Martínez | 45' |
| 18    | MED   | Ángel Ramírez    | 45' |
| 11    | DEL   | David Cortez     | 83' |
| 20    | DEL   | Joel Robinson    |     |
| D. T. | D. T. | Víctor Morales   |     |

| 160   | POR   | Alexis Palacios   |     |
| 81    | DEF   | Adrián Vazquez    |     |
| 86    | DEF   | Diego Choreño     |     |
| 106   | DEF   | Ghandi Manzanares |     |
| 107   | DEF   | Alfonso Pérez     |     |
| 127   | DEF   | Julián Zaragoza   | 70' |
| 82    | MED   | Néstor Corona     | 89' |
| 98    | MED   | Jorge Adan        |     |
| 110   | MED   | Francisco Hurtado |     |
| 90    | DEL   | Elíseo Toledo     | 89' |
| 99    | DEL   | Kevin Loera       | 89' |
| D. T. | D. T. | Isaac Martínez    |     |

| 5  | Centrocampista | Jair Martínez  | 45' |
| 3  | Defensa        | Mario Zavala   | 45' |
| 16 | Centrocampista | Melvin Aguilar | 83' |
| 10 | Delantero      | Edgar Ríos     | 83' |

| 96  | Delantero      | Bryan García  | 70' |
| 176 | Centrocampista | Ángel Palagot | 89' |
| 89  | Centrocampista | Isaí Gil      | 89' |
| 84  | Defensa        | Rubén Chagoya | 89' |

| 86' | Joel Robinson | 1:2 |

| 11' · 74' | Eliseo Toledo Bryan García | 0:1 0:2 |

| 57' | Josué Arana |

| 4' | Alfonso Pérez |

| Principal  | Adrián Chafino García                      |
| Asistentes | Alejandro de Jesús Martín del Campo Cortés |
|            | Cristian Isidro Echartea De La Rosa        |
| Cuarto     | Juan Francisco Sánchez Leal                |

|                    |   |   |
| Tiros              | - | - |
| Tiros a puerta     | - | - |
| Faltas             | - | - |
| Saques de esquina  | - | - |
| Penaltis           | - | - |
| Fueras de juego    | - | - |
| Posesión del balón | - | - |

| Alineación inicial |

| 1     | POR   | Héctor Ordáz     |     |
| 2     | DEF   | Axel Díaz        |     |
| 4     | DEF   | Josué Arana      |     |
| 17    | DEF   | Carlos De Luna   |     |
| 23    | DEF   | Jesús García     |     |
| 6     | MED   | Manuel Muñoz     | 83' |
| 8     | MED   | Eduardo Díaz     |     |
| 13    | MED   | Brandon Martínez | 45' |
| 18    | MED   | Ángel Ramírez    | 45' |
| 11    | DEL   | David Cortez     | 83' |
| 20    | DEL   | Joel Robinson    |     |
| D. T. | D. T. | Víctor Morales   |     |

| 160   | POR   | Alexis Palacios   |     |
| 81    | DEF   | Adrián Vazquez    |     |
| 86    | DEF   | Diego Choreño     |     |
| 106   | DEF   | Ghandi Manzanares |     |
| 107   | DEF   | Alfonso Pérez     |     |
| 127   | DEF   | Julián Zaragoza   | 70' |
| 82    | MED   | Néstor Corona     | 89' |
| 98    | MED   | Jorge Adan        |     |
| 110   | MED   | Francisco Hurtado |     |
| 90    | DEL   | Elíseo Toledo     | 89' |
| 99    | DEL   | Kevin Loera       | 89' |
| D. T. | D. T. | Isaac Martínez    |     |

| 5  | Centrocampista | Jair Martínez  | 45' |
| 3  | Defensa        | Mario Zavala   | 45' |
| 16 | Centrocampista | Melvin Aguilar | 83' |
| 10 | Delantero      | Edgar Ríos     | 83' |

| 96  | Delantero      | Bryan García  | 70' |
| 176 | Centrocampista | Ángel Palagot | 89' |
| 89  | Centrocampista | Isaí Gil      | 89' |
| 84  | Defensa        | Rubén Chagoya | 89' |

| 86' | Joel Robinson | 1:2 |

| 11' · 74' | Eliseo Toledo Bryan García | 0:1 0:2 |

| 57' | Josué Arana |

| 4' | Alfonso Pérez |

| Principal  | Adrián Chafino García                      |
| Asistentes | Alejandro de Jesús Martín del Campo Cortés |
|            | Cristian Isidro Echartea De La Rosa        |
| Cuarto     | Juan Francisco Sánchez Leal                |

|                    |   |   |
| Tiros              | - | - |
| Tiros a puerta     | - | - |
| Faltas             | - | - |
| Saques de esquina  | - | - |
| Penaltis           | - | - |
| Fueras de juego    | - | - |
| Posesión del balón | - | - |

| Alineación inicial |

| 1     | POR   | Héctor Ordáz     |     |
| 2     | DEF   | Axel Díaz        |     |
| 4     | DEF   | Josué Arana      |     |
| 17    | DEF   | Carlos De Luna   |     |
| 23    | DEF   | Jesús García     |     |
| 6     | MED   | Manuel Muñoz     | 83' |
| 8     | MED   | Eduardo Díaz     |     |
| 13    | MED   | Brandon Martínez | 45' |
| 18    | MED   | Ángel Ramírez    | 45' |
| 11    | DEL   | David Cortez     | 83' |
| 20    | DEL   | Joel Robinson    |     |
| D. T. | D. T. | Víctor Morales   |     |

| 160   | POR   | Alexis Palacios   |     |
| 81    | DEF   | Adrián Vazquez    |     |
| 86    | DEF   | Diego Choreño     |     |
| 106   | DEF   | Ghandi Manzanares |     |
| 107   | DEF   | Alfonso Pérez     |     |
| 127   | DEF   | Julián Zaragoza   | 70' |
| 82    | MED   | Néstor Corona     | 89' |
| 98    | MED   | Jorge Adan        |     |
| 110   | MED   | Francisco Hurtado |     |
| 90    | DEL   | Elíseo Toledo     | 89' |
| 99    | DEL   | Kevin Loera       | 89' |
| D. T. | D. T. | Isaac Martínez    |     |

| 5  | Centrocampista | Jair Martínez  | 45' |
| 3  | Defensa        | Mario Zavala   | 45' |
| 16 | Centrocampista | Melvin Aguilar | 83' |
| 10 | Delantero      | Edgar Ríos     | 83' |

| 96  | Delantero      | Bryan García  | 70' |
| 176 | Centrocampista | Ángel Palagot | 89' |
| 89  | Centrocampista | Isaí Gil      | 89' |
| 84  | Defensa        | Rubén Chagoya | 89' |

| 86' | Joel Robinson | 1:2 |

| 11' · 74' | Eliseo Toledo Bryan García | 0:1 0:2 |

| 57' | Josué Arana |

| 4' | Alfonso Pérez |

| Principal  | Adrián Chafino García                      |
| Asistentes | Alejandro de Jesús Martín del Campo Cortés |
|            | Cristian Isidro Echartea De La Rosa        |
| Cuarto     | Juan Francisco Sánchez Leal                |

|                    |   |   |
| Tiros              | - | - |
| Tiros a puerta     | - | - |
| Faltas             | - | - |
| Saques de esquina  | - | - |
| Penaltis           | - | - |
| Fueras de juego    | - | - |
| Posesión del balón | - | - |

| Alineación inicial |

##### Final - Vuelta
| 160   | POR   | Alexis Camacho    |     |
| 81    | DEF   | Adrián Vázquez    |     |
| 86    | DEF   | Diego Choreño     | 69' |
| 106   | DEF   | Gandhi Manzanares |     |
| 107   | DEF   | Alfonso Pérez     |     |
| 82    | MED   | Néstor Corona     |     |
| 98    | MED   | Jorge Adán        | 45' |
| 110   | MED   | Francisco Hurtado |     |
| 90    | DEL   | Eliseo Toledo     |     |
| 96    | DEL   | Bryan García      |     |
| 99    | DEL   | Kevin Loera       |     |
| D. T. | D. T. | Isaac Martínez    |     |

| 1     | POR   | Héctor Ordaz   |     |
| 2     | DEF   | Axel Díaz      |     |
| 3     | DEF   | Mario Zavala   |     |
| 4     | DEF   | Josué Arana    |     |
| 17    | DEF   | Carlos de Luna |     |
| 23    | DEF   | Jesús García   |     |
| 5     | MED   | Jair Martínez  | 69' |
| 8     | MED   | Eduardo Díaz   |     |
| 18    | MED   | Ángel Ramírez  | 47' |
| 11    | DEL   | David Cortez   | 47' |
| 20    | DEL   | Joel Robinson  |     |
| D. T. | D. T. | Víctor Morales |     |

| 127 | Defensa        | Julián Zaragoza 69' | 18' |
| 162 | Delantero      | Jason Pérez         | 45' |
| 89  | Centrocampista | Isaí Gil            | 69' |
| 176 | Centrocampista | Ángel Palagot       | 69' |

| 13 | Centrocampista | Brandon Martínez   | 47' |
| 6  | Centrocampista | Manuel Muñoz       | 47' |
| 16 | Centrocampista | Melvin Aguilar 89' | 69' |
| 10 | Delantero      | Edgar Ríos         | 89' |

| 20' · 25' | David Cortez Joel Robinson | 0:1 0:2 |

| 23' · 32' | Bryan García Alfonso Pérez |

| 38' · 67' | Jesús García Jair Martínez |

| Principal  | Diego Gilberto Gurrea Mendoza |
| Asistentes | Raúl Picazo Spinola           |
|            | Emmanuel Martínez Madera      |
| Cuarto     | Héctor Morales Leal           |

|                    |   |   |
| Tiros              | - | - |
| Tiros a puerta     | - | - |
| Faltas             | - | - |
| Saques de esquina  | - | - |
| Penaltis           | - | - |
| Fueras de juego    | - | - |
| Posesión del balón | - | - |

| Alineación inicial |

| 160   | POR   | Alexis Camacho    |     |
| 81    | DEF   | Adrián Vázquez    |     |
| 86    | DEF   | Diego Choreño     | 69' |
| 106   | DEF   | Gandhi Manzanares |     |
| 107   | DEF   | Alfonso Pérez     |     |
| 82    | MED   | Néstor Corona     |     |
| 98    | MED   | Jorge Adán        | 45' |
| 110   | MED   | Francisco Hurtado |     |
| 90    | DEL   | Eliseo Toledo     |     |
| 96    | DEL   | Bryan García      |     |
| 99    | DEL   | Kevin Loera       |     |
| D. T. | D. T. | Isaac Martínez    |     |

| 1     | POR   | Héctor Ordaz   |     |
| 2     | DEF   | Axel Díaz      |     |
| 3     | DEF   | Mario Zavala   |     |
| 4     | DEF   | Josué Arana    |     |
| 17    | DEF   | Carlos de Luna |     |
| 23    | DEF   | Jesús García   |     |
| 5     | MED   | Jair Martínez  | 69' |
| 8     | MED   | Eduardo Díaz   |     |
| 18    | MED   | Ángel Ramírez  | 47' |
| 11    | DEL   | David Cortez   | 47' |
| 20    | DEL   | Joel Robinson  |     |
| D. T. | D. T. | Víctor Morales |     |

| 127 | Defensa        | Julián Zaragoza 69' | 18' |
| 162 | Delantero      | Jason Pérez         | 45' |
| 89  | Centrocampista | Isaí Gil            | 69' |
| 176 | Centrocampista | Ángel Palagot       | 69' |

| 13 | Centrocampista | Brandon Martínez   | 47' |
| 6  | Centrocampista | Manuel Muñoz       | 47' |
| 16 | Centrocampista | Melvin Aguilar 89' | 69' |
| 10 | Delantero      | Edgar Ríos         | 89' |

| 20' · 25' | David Cortez Joel Robinson | 0:1 0:2 |

| 23' · 32' | Bryan García Alfonso Pérez |

| 38' · 67' | Jesús García Jair Martínez |

| Principal  | Diego Gilberto Gurrea Mendoza |
| Asistentes | Raúl Picazo Spinola           |
|            | Emmanuel Martínez Madera      |
| Cuarto     | Héctor Morales Leal           |

|                    |   |   |
| Tiros              | - | - |
| Tiros a puerta     | - | - |
| Faltas             | - | - |
| Saques de esquina  | - | - |
| Penaltis           | - | - |
| Fueras de juego    | - | - |
| Posesión del balón | - | - |

| Alineación inicial |

| 160   | POR   | Alexis Camacho    |     |
| 81    | DEF   | Adrián Vázquez    |     |
| 86    | DEF   | Diego Choreño     | 69' |
| 106   | DEF   | Gandhi Manzanares |     |
| 107   | DEF   | Alfonso Pérez     |     |
| 82    | MED   | Néstor Corona     |     |
| 98    | MED   | Jorge Adán        | 45' |
| 110   | MED   | Francisco Hurtado |     |
| 90    | DEL   | Eliseo Toledo     |     |
| 96    | DEL   | Bryan García      |     |
| 99    | DEL   | Kevin Loera       |     |
| D. T. | D. T. | Isaac Martínez    |     |

| 1     | POR   | Héctor Ordaz   |     |
| 2     | DEF   | Axel Díaz      |     |
| 3     | DEF   | Mario Zavala   |     |
| 4     | DEF   | Josué Arana    |     |
| 17    | DEF   | Carlos de Luna |     |
| 23    | DEF   | Jesús García   |     |
| 5     | MED   | Jair Martínez  | 69' |
| 8     | MED   | Eduardo Díaz   |     |
| 18    | MED   | Ángel Ramírez  | 47' |
| 11    | DEL   | David Cortez   | 47' |
| 20    | DEL   | Joel Robinson  |     |
| D. T. | D. T. | Víctor Morales |     |

| 127 | Defensa        | Julián Zaragoza 69' | 18' |
| 162 | Delantero      | Jason Pérez         | 45' |
| 89  | Centrocampista | Isaí Gil            | 69' |
| 176 | Centrocampista | Ángel Palagot       | 69' |

| 13 | Centrocampista | Brandon Martínez   | 47' |
| 6  | Centrocampista | Manuel Muñoz       | 47' |
| 16 | Centrocampista | Melvin Aguilar 89' | 69' |
| 10 | Delantero      | Edgar Ríos         | 89' |

| 20' · 25' | David Cortez Joel Robinson | 0:1 0:2 |

| 23' · 32' | Bryan García Alfonso Pérez |

| 38' · 67' | Jesús García Jair Martínez |

| Principal  | Diego Gilberto Gurrea Mendoza |
| Asistentes | Raúl Picazo Spinola           |
|            | Emmanuel Martínez Madera      |
| Cuarto     | Héctor Morales Leal           |

|                    |   |   |
| Tiros              | - | - |
| Tiros a puerta     | - | - |
| Faltas             | - | - |
| Saques de esquina  | - | - |
| Penaltis           | - | - |
| Fueras de juego    | - | - |
| Posesión del balón | - | - |

| Alineación inicial |

| 160   | POR   | Alexis Camacho    |     |
| 81    | DEF   | Adrián Vázquez    |     |
| 86    | DEF   | Diego Choreño     | 69' |
| 106   | DEF   | Gandhi Manzanares |     |
| 107   | DEF   | Alfonso Pérez     |     |
| 82    | MED   | Néstor Corona     |     |
| 98    | MED   | Jorge Adán        | 45' |
| 110   | MED   | Francisco Hurtado |     |
| 90    | DEL   | Eliseo Toledo     |     |
| 96    | DEL   | Bryan García      |     |
| 99    | DEL   | Kevin Loera       |     |
| D. T. | D. T. | Isaac Martínez    |     |

| 1     | POR   | Héctor Ordaz   |     |
| 2     | DEF   | Axel Díaz      |     |
| 3     | DEF   | Mario Zavala   |     |
| 4     | DEF   | Josué Arana    |     |
| 17    | DEF   | Carlos de Luna |     |
| 23    | DEF   | Jesús García   |     |
| 5     | MED   | Jair Martínez  | 69' |
| 8     | MED   | Eduardo Díaz   |     |
| 18    | MED   | Ángel Ramírez  | 47' |
| 11    | DEL   | David Cortez   | 47' |
| 20    | DEL   | Joel Robinson  |     |
| D. T. | D. T. | Víctor Morales |     |

| 127 | Defensa        | Julián Zaragoza 69' | 18' |
| 162 | Delantero      | Jason Pérez         | 45' |
| 89  | Centrocampista | Isaí Gil            | 69' |
| 176 | Centrocampista | Ángel Palagot       | 69' |

| 13 | Centrocampista | Brandon Martínez   | 47' |
| 6  | Centrocampista | Manuel Muñoz       | 47' |
| 16 | Centrocampista | Melvin Aguilar 89' | 69' |
| 10 | Delantero      | Edgar Ríos         | 89' |

| 20' · 25' | David Cortez Joel Robinson | 0:1 0:2 |

| 23' · 32' | Bryan García Alfonso Pérez |

| 38' · 67' | Jesús García Jair Martínez |

| Principal  | Diego Gilberto Gurrea Mendoza |
| Asistentes | Raúl Picazo Spinola           |
|            | Emmanuel Martínez Madera      |
| Cuarto     | Héctor Morales Leal           |

|                    |   |   |
| Tiros              | - | - |
| Tiros a puerta     | - | - |
| Faltas             | - | - |
| Saques de esquina  | - | - |
| Penaltis           | - | - |
| Fueras de juego    | - | - |
| Posesión del balón | - | - |

| Alineación inicial |

| Campeón Apertura 2022 |
| --------------------- |
|                       |
| Calor                 |
| 1.° título            |

## Tabla de Cocientes
- La tabla de cocientes se utiliza para determinar el orden de los clasificados a la fase de liguilla por el título y el ascenso.[15] Además, suele utilizarse para definir los descensos de categoría cuando estos se encuentran estipulados para la temporada.[16]

- Datos según la página oficial[10]

 Fecha de actualización: 22 de octubre de 2022
| Posición | Equipo               | Puntos | Juegos | Cociente | Diferencia |
| -------- | -------------------- | ------ | ------ | -------- | ---------- |
| 1        | Mazorqueros          | 23     | 10     | 2.300    | 9          |
| 2        | Alebrijes "B"        | 23     | 10     | 2.300    | 8          |
| 3        | Pioneros de Cancún   | 18     | 10     | 1.800    | 5          |
| 4        | Calor                | 18     | 10     | 1.800    | 5          |
| 5        | C.D. Chilpancingo    | 18     | 10     | 1.800    | 3          |
| 6        | Zitácuaro            | 16     | 10     | 1.600    | 1          |
| 7        | T'hó Mayas           | 15     | 10     | 1.500    | 3          |
| 8        | Cañoneros            | 13     | 10     | 1.300    | 0          |
| 9        | Huracanes Izcalli    | 11     | 10     | 1.100    | -3         |
| 10       | Ciervos F.C.         | 6      | 10     | 0.600    | -15        |
| 11       | Atlético Angelópolis | 1      | 10     | 0.100    | -16        |

## Máximos Goleadores
- Datos según la página oficial de la competición.

 Fecha de actualización: 22 de octubre de 2022
| Pos. | Jugador             | Equipo             | Goles | Minutos | Frec.       |
| ---- | ------------------- | ------------------ | ----- | ------- | ----------- |
| 1º   | Antonio López       | Pioneros de Cancún | 7     | 743     | 106.14 min. |
| =    | Daniel Rodríguez    | Huracanes Izcalli  | 7     | 540     | 77.14 min.  |
| 3º   | Carlos González     | T'hó Mayas F.C.    | 6     | 801     | 133.5 min.  |
| =    | Pablo Romagnoli     | Cañoneros F.C.     | 6     | 732     | 122 min.    |
| 5º   | Thomas Seay         | C.D.F. Zitácuaro   | 5     | 708     | 141.6 min.  |
| =    | Jorge Salvatierra   | Ciervos F.C.       | 5     | 810     | 162 min.    |
| 7º   | Bryan Osiris García | Alebrijes "B"      | 4     | 476     | 119 min.    |
| =    | Osvaldo Nava        | C.D. Chilpancingo  | 4     | 810     | 202.5 min.  |
| =    | Kevin Loera         | Alebrijes "B"      | 4     | 626     | 156.5 min.  |
| 10º  | Eduardo Díaz        | Calor              | 3     | 855     | 285 min.    |
| =    | Óscar Omar García   | Mazorqueros F.C.   | 3     | 135     | 45 min.     |
| =    | Joel Robinson       | Calor              | 3     | 676     | 225.33 min. |

## Asistencia
El listado excluye los partidos que fueron disputados a puerta cerrada.
 Fecha de actualización: 22 de octubre de 2022
| 1       | 2,900  | 580 | Mazorqueros vs Huracanes Izcalli (2,000)                  | Alebrijes "B" vs Calor (100)                                                                                                |
| 2       | 1,950  | 650 | C.D. Chilpancingo vs Zitácuaro (1,800)                    | Huracanes Izcalli vs Pioneros de Cancún (50)                                                                                |
| 3       | 370    | 74  | Ciervos F.C. vs Calor (150)                               | Alebrijes "B" vs C.D. Chilpancingo T'hó Mayas vs Mazorqueros Zitácuaro vs Huracanes Izcalli (50)                            |
| 4       | 650    | 163 | Calor vs T'hó Mayas (250)                                 | Cañoneros vs Ciervos Huracanes Izcalli vs Alebrijes "B" (100)                                                               |
| 5       | 650    | 130 | Calor vs Cañoneros T'hó Mayas vs Pioneros de Cancún (200) | Alebrijes "B" vs Atlético Angelópolis (50)                                                                                  |
| 6       | 1,160  | 232 | C.D. Chilpancingo vs Calor (800)                          | Cañoneros vs T'hó Mayas (60)                                                                                                |
| 7       | 550    | 110 | Calor vs Huracanes Izcalli (200)                          | Alebrijes "B" vs Pioneros de Cancún Cañoneros vs C.D. Chilpancingo (50)                                                     |
| 8       | 1,420  | 284 | C.D. Chilpancingo vs T'hó Mayas (800)                     | Atlético Angelópolis vs Calor (40)                                                                                          |
| 9       | 972    | 194 | C.D. Chilpancingo vs Huracanes Izcalli (522)              | Cañoneros vs Atlético Angelópolis Ciervos vs Pioneros de Cancún (50)                                                        |
| 10      | 1,000  | 200 | Pioneros de Cancún vs Calor (350)                         | Atlético Angelópolis vs C.D. Chilpancingo (50)                                                                              |
| 11      | 1,500  | 300 | C.D. Chilpancingo vs Mazorqueros (1,100)                  | Calor vs Zitácuaro Cañoneros vs Pioneros de Cancún Huracanes Izcalli vs Atlético Angelópolis Ciervos vs Alebrijes "B" (100) |
| Totales | 13,122 | 252 | Mazorqueros vs Huracanes Izcalli (2,000)                  | Atlético Angelópolis vs Calor (40)                                                                                          |